# کاپیتوسور
کاپیتوسور (نام علمی: Capitosaurus) نام یک سرده از راسته بریده‌مهرگان است.